# マブラヴ (曲)
「マブラヴ」は、栗林みな実の曲。また、1枚目、および7枚目のシングル。

## 概要
「マブラヴ」は、PCゲーム『マブラヴ』の主題歌として2002年4月3日にLantisから発売された。カップリングには『君が望む永遠』の楽曲を収録。
2005年8月10日、『マブラヴ オルタネイティヴ』エンディングテーマとして再録音された同名楽曲が発売された。カップリングには『マブラヴ サプリメント 桜の花が咲くまえに』エンディングテーマである「桜の花が咲くまえに」を収録。

## 収録曲

### マブラヴ（2002年盤）
1. マブラヴ [4:46]
作詞：江幡育子、作曲：SAGE KOIZUMI、編曲：磯江俊道
2. 君が望む永遠 [6:12]
作詞：Ikuko Ebata、作曲・編曲：加持久忍
3. マブラヴ (off vocal)
4. 君が望む永遠 (off vocal)

### マブラヴ（2005年盤）
1. マブラヴ [4:41]
作詞：江幡育子、作曲：SAGE KOIZUMI、編曲：飯塚昌明
2. 桜の花が咲くまえに [4:09]
作詞・作曲：栗林みな実、編曲：飯塚昌明
3. マブラヴ (off vocal)
4. 桜の花が咲くまえに (off vocal)

## 楽曲の収録アルバム
| 曲名               | 収録アルバム | 発売日        | 備考                  |
| ------------------ | ------------ | ------------- | --------------------- |
| マブラヴ           | 『Overture』 | 2004年12月1日 | 1stオリジナルアルバム |
| マブラヴ           | 『passage』  | 2006年4月26日 | 2ndオリジナルアルバム |
| マブラヴ           | 『stories』  | 2011年8月3日  | ベストアルバム        |
| 君が望む永遠       | 『stories』  | 2011年8月3日  | ベストアルバム        |
| 桜の花が咲くまえに | 『passage』  | 2006年4月26日 | 2ndオリジナルアルバム |